# أدولف لاندري
أدولف لاندري هو اقتصادي وسياسي فرنسي، ولد في 29 سبتمبر 1874 في أجاكسيو في فرنسا، وتوفي في 28 أغسطس 1956 في باريس في فرنسا. نشط حزبياً في Republican, Radical and Radical-Socialist Party ‏ والتحالف الجمهوري الديمقراطي.

## مناصب
- انتخب رئيس [الإنجليزية]‏ Académie de Marine [الإنجليزية]‏ (1931 – 1932).
- انتخب وزير العمل [الإنجليزية]‏ (27 يناير 1931 – 19 فبراير 1932).
- انتخب  (9 يونيو 1924 – 13 يونيو 1924).
- انتخب Minister of the French Navy  [لغات أخرى]‏ (20 يناير 1920 – 16 يناير 1921).
- انتخب  (21 أكتوبر 1945 – 4 يوليو 1951).
- انتخب رئيس [الإنجليزية]‏ Académie de Marine [الإنجليزية]‏ (1922 – 1923).
- انتخب عضو مجلس الشيوخ في الجمهورية الرابعة ‏ (8 ديسمبر 1946 – 18 يونيو 1955).
- انتخب  (8 مايو 1910 – 31 مايو 1942).